# جام خیریه انگلستان ۱۹۹۹
 جام خیریه انگلستان ۱۹۹۹ ، ۷۷امین رقابت سالانه مابین قهرمانان لیگ برتر انگلستان و جام حذفی فوتبال انگلستان است.
این مسابقه در تاریخ ۱ آگوست ۱۹۹۹ مابین تیم‌های آرسنال و منچستر یونایتد در ورزشگاه ومبلی لندن برگزار شده‌است.
تیم آرسنال در این مسابقه توانست با نتیجه دو بر یک به پیروزی برسد.

## جزئیات مسابقه
| منچستر یونایتد | ۱ – ۲ | آرسنال                         |
| -------------- | ----- | ------------------------------ |
| یورک ۳۶'       |       | کانو ۶۷' (پنالتی) · پارلور ۷۸' |